# 沈默缺氧
沈默缺氧（Silent hypoxia）又稱隱形缺氧、快樂缺氧（happy hypoxia），是沒有出現呼吸困难症狀的缺氧，目前已知是2019冠状病毒病的併發症之一，目前推測此疾病是因為COVID-19病毒影響肺內氣道的血流以及肺中的血管，但沒有嚴重到會呼吸困难的程度。目前也懷疑沈默缺氧是因為肺部形成小血栓所造成。目前發現COVID-19患者的呼吸率會漸增，接著慢慢進入沈默缺氧；而且也已證實同樣活動後，COVID-19患者和非COVID-19肺炎病患相比，有較輕的呼吸困难症狀；這種情況也是非典型肺炎和高山症的症狀。

## 診斷
「六分鐘行走測試」（six-minute walk test，6MWT）可以用來診斷沈默缺氧，主要是用正常的步伐走六分鐘，監控身體的反應。目前已證實，COVID-19患者和特发性肺纤维化的非COVID-19患者比較，在六分鐘行走測試後，比較會有運動引發的無症狀缺氧。此症狀也可以在醫院外用脈搏血氧濃度儀偵測。

## 預後
沈默缺氧可能會讓血氧濃度低於50%，但不會被人注意到，因此其預後多半不好。